# Ostřelování Brovar
Ostřelování Brovar bylo vojenské střetnutí mezi Ruskem a Ukrajinou o město Brovary, východně od hlavního města Ukrajiny – Kyjeva, jako součást kyjevské ofenzívy během ruské invaze na Ukrajinu. Ruské síly postupovaly z jižní části Černihivské oblasti do západní a byly napadeny ukrajinskými jednotkami. O kontrolu nad předměstím se bojovalo až do 2. dubna 2022, kdy se ruské síly stáhly.

## Bitva

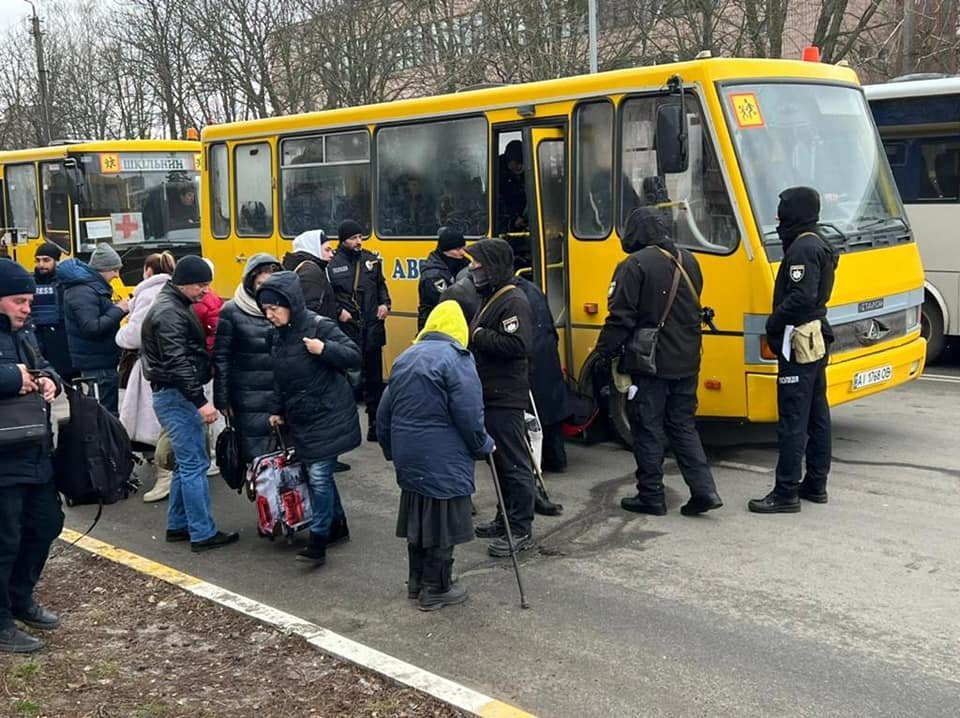
Evakuace ukrajinských civilistů z Brovar před příchodem ruských jednotek

### Březen
Večer 9. března 2022 postupovala kolona ruských obrněných vozidel do Brovar ze severu po dálnici M01. Kolona, tvořená 6. a 239. tankovým plukem 90. gardové tankové divize, se pohybovala velmi pomalu a zahrnovala mnoho velmi zastaralých vozidel, například tanky T-72, které analytici označili za špatně přizpůsobené modernímu vedení války. V čele kolony navíc stálo samohybné dělostřelectvo, například TOS-1, které bylo obzvláště zranitelným cílem.
Dne 10. března u vesnice Skybyn nedaleko Brovar ukrajinské síly vycítily příležitost k přepadení ruských jednotek a zaútočily. Pomocí dělostřelectva a protitankových střel vyřadili několik tanků a obrněných transportérů. Jeden ukrajinský voják později uvedl, že přepadení Rusů původně zaměřili na první a poslední vozidla v konvoji, aby zbytek uvěznili uprostřed. Útok nebyl zcela úspěšný, protože Ukrajinci nedokázali odříznout ústupovou cestu. Ruská kolona však utrpěla těžké ztráty a byla nucena ustoupit. Ukrajinští představitelé tvrdili, že při potyčce byl zabit velitel 6. tankového pluku plukovník Andrej Zacharov. Někteří ruští vojáci údajně utekli do nedalekých lesů a vesnic.
Mezi 11. a 12. březnem Ukrajinci oznámili, že zničili kolonu 80 vojenských vozidel 228. motostřeleckého pluku 90. tankové divize poblíž okraje města.
Navzdory ústupu 90. gardové tankové divize se rozpoutaly těžké boje ve vesnicích východně od místa přepadení, kde boje mezi ruskými a ukrajinskými jednotkami trvaly několik dní. Přeživší Rusové stříleli do civilistů ve vesnicích, protože je podezřívali z pomoci místním obráncům.

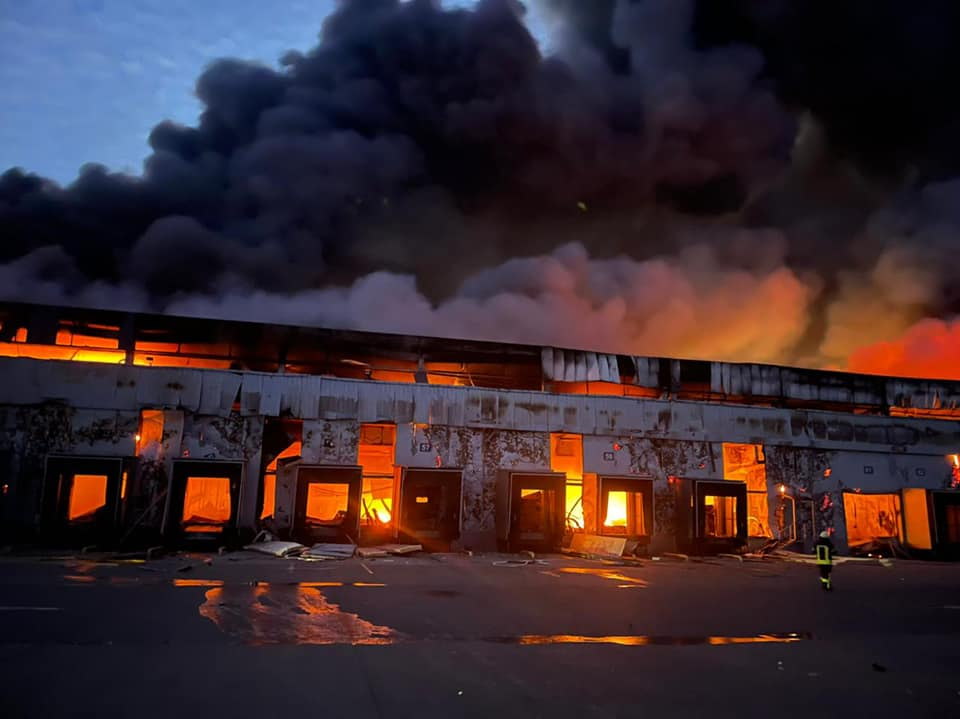
Sklad potravin v obci Kvitneve po zásahu 12. března

Dne 12. března byl ruským úderem zničen sklad potravin v obci Kvitneve u Brovar (jeden z největších skladů potravin v Evropě). Bylo zničeno 50 000 tun potravin. Mohlo jít o pokus omezit přístup Kyjeva k potravinám. Zástupci Ruska prohlásili, že vysoce přesným úderem vojska vyřadila hlavní centrum ukrajinské armády pro rádiové zpravodajství v Brovarech. Starosta Brovar Ihor Sapožko uvedl, že boje probíhají téměř 25 kilometrů od města a že Rusové utrpěli těžké ztráty. Byl citován: „Jsme na ně připraveni.“
Dne 29. března začalo Rusko ostřelovat oblast Brovar. Byl zapálen sklad a okolní vesnice utrpěly těžké škody.
Dne 30. března Sapožko uvedl, že ukrajinské síly zatlačily ruské jednotky a znovu dobyly vesnice Ploske, Svetilny a Hrebelky, přičemž v Nové Basani probíhají střety.

### Duben
1. dubna Ukrajinci oznámili, že znovu dobyli vesnice Rudnja, Ševčenkove, Bobryk, Stará Basan, Nová Basan, Makijevka, Pohreby, Bažanivka, Volodymyrivka, Šňakivka, Salne, Sofijivka a Havrylivka. Sapožko prohlásil, že ruské síly téměř opustily celý Brovarský okres a ukrajinské síly provádějí likvidační operace.
Dne 2. dubna 2022 byla celá Kyjevská oblast, v níž se Brovary nacházejí, prohlášena ukrajinským ministerstvem obrany za osvobozenou od ruských vojsk.